# Tinguarra
Tinguarra es un género de plantas  pertenecientes a la familia Apiaceae. Comprende 3 especies descritas. Es originario de las islas Canarias.

## Taxonomía
El género fue descrito por Filippo Parlatore y publicado en Histoire Naturelle des Îles Canaries 3(22): 156. 1843. La especie tipo es: Tinguarra cerviariifolia Parl.
Etimología
Tinguarra: nombre genérico dedicado a Tinguaro, hermano del mencey aborigen Bencomo, destacado en las batallas contra los conquistadores castellanos de la isla de Tenerife, a finales del siglo XV.

## Especies
A continuación se brinda un listado de las especies del género Tinguarra aceptadas hasta septiembre de 2012, ordenadas alfabéticamente. Para cada una se indica el nombre binomial seguido del autor, abreviado según las convenciones y usos.
- Tinguarra cerviariifolia Parl.
- Tinguarra montana (Webb ex Christ) A.Hansen & G.Kunkel
- Tinguarra sicula Benth. & Hook.f.